# Есполов, Тлектес Исабаевич
Тлектес Исабаевич Есполов (каз. Тілектес Исабайұлы Есполов; род. 15 июня 1952, аул Карасай, Кордайский район Джамбулской области, КазССР, СССР) — советский и казахстанский учёный, кандидат технических наук, доктор экономических наук (1997), профессор (2001), академик Национальной академии наук Казахстана (НАН) (2008). Вице-президент НАН РК, председатель Отделения аграрных наук НАН РК. Иностранный член РАН.

## Биография
Родился ауле Карасай (Михайловка) Жамбылской области КазССР в 1952 году. В 1975 году закончил Казахский сельскохозяйственный институт по специальности «инженер-механик», стал ассистентом кафедры Казахского сельскохозяйственного института, избирался секретарём комитета комсомола и членом парткома, был председателем профкома института.
В 1978—1981 годах учился в аспирантуре Всесоюзного Научно-исследовательского института гидротехники и мелиорации им. А. Н. Костякова в г. Москве. В 1982 году защитил диссертацию на соискание учёной степени кандидата технических наук на тему «Исследование и разработка технологии пневмогидравлического удаления наносов из шахтных колодцев пастбищного водоснабжения» по специальности — «Технология и организация строительства». После до 1993 года работал преподавателем, доцентом и заведующим Отраслевой научно-исследовательской лаборатории Казахского сельскохозяйственного института. В 1993 году назначен директором Алматинского индустриального колледжа, в 1997 году — ректором Алматинской индустриально-педагогической академии.
В 1997 году защитил диссертацию на соискание учёной степени доктора экономических наук на тему: «Проблемы оценки и управления воспроизводством ресурсного потенциала аридной территории Казахстана» (1997).
В 2001 году получил учёное звание профессора, с этого же года — ректор Казахского национального аграрного университета.
Зампредседателя Совета ректоров аграрных вузов стран СНГ, Председатель Исполкома Совета.
31 марта 2023 г. избран Президентом Академии сельскохозяйственных наук Республики Казахстан.

## Звания и должности
Академик ряда организаций и академий: НАК «Экология», КазАСХН (1998), АН ВШ Республики Казахстан и МАН ВШ (2002), ИА РК (2004), действительный член Национальной Академии наук Республики Казахстан (18.06.2008), Вице-президент РОО «Национальная академия наук Республики Казахстан», председатель Отделения аграрных наук.
Прочие должности:
- Руководитель Медеуского районного отделения Республиканского общественного штаба кандидата в президенты Республики Казахстан Н. А. Назарбаева (09.2005-12.2005);
- член комиссии по правам человека при Президенте Республики Казахстан (с 04.2008);
- член политсовета НДП «Нур Отан» (с 05.2009);
- член Общественного совета г. Алматы (с 29.03.2016).

Выборные должности, депутатство:
- Депутат Алматинского городского маслихата (с 10.1999);
- кандидат в депутаты Мажилиса Парламента Республики Казахстан V созыва по партийному списку Народно-Демократической партии «Нур Отан» (07.12.2011)[1].

## Семья
Жена — Джапаркулова Керимкуль Дукеновна. Дети: дочери Акмарал (1978 г.р.), Асель (1980 г.р.), Актоты (1988 г.р.); сыновья Айдос (1976 г.р.), Бектенбай (1983 г.р.), внуки.

## Признание и награды
Государственная премия Республики Казахстан в области науки и техники имени аль-Фараби за цикл работ на тему «Цикл научных работ в области устойчивого водообеспечения природно-хозяйственных систем Республики Казахстан в контексте национальной безопасности» Указ Президента РК от 10 декабря 2019 года.
Ордена:
- 2021 (2 декабря) — Орден «Барыс» І степени;[7]
- «Парасат» (2005),
- «Барыс ІІ степени» (2010),
- «Звезда Славы. Экономика Казахстана» (2013).

Медали:
- «Қазақстанның еңбек сіңірген қызметкері» (1998),
- им. Ы. Алтынсарина (2006),
- серебряная медаль им. Ахмета Байтурсынова,
- «Қазақстан Конституциясына 10 жыл» (2005),
- «„Нұр Отан“ партиясының 10 жылдығы»,
- «10 лет Астаны» (2008),
- «Қазақстан Республикасының Тәуелсіздігіне 20 жыл» (2011),
- «20-летие создания маслихатов Республики Казахстан» (2014).

Нагрудные знаки:
- «Отличник образования Республики Казахстан» (1998),
- «Почётный работник образования Республики Казахстан» (2002),
- «Қазақстанның құрметті спорт қайраткері» (2005),
- «Қазақстанның құрметті мәдениет қайраткері»,
- «За развитие науки в РК» (2007).

Иные награды:
Почётная грамота Сената Парламента РК,
звание «Лучший ректор года» (2007; за активную работу по формированию студенческих отрядов «Жасыл Ел» и студенческих строительных отрядов)
Является «Почётным профессором» ведущих вузов СНГ и Республики Казахстан: ТарГУ имени М. Х. Дулати, Российского государственного аграрного университета (МСХА) им. К. А. Тимирязева, Белорусской государственной сельскохозяйственной академии, Кыргызского государственного аграрного университета им. К. И. Скрябина, Азербайджанской сельскохозяйственной академии, Государственного аграрного университета Молдовы, Национального университета биоресурсов и природопользования Украины.

## Научная деятельность
Подготовил 30 докторов и 66 кандидатов наук.
Автором более 300 научных трудов, 12 монографий, 5 учебников с грифом Министерства образования и науки РК, 5 учебных пособий, 15 научно-практических рекомендаций, 12 авторских свидетельств и патентов.
Некоторые работы:
- «Теоретические аспекты воспроизводства природных ресурсов в аридной зоне и эффективность развития каракулеводства Казахстана» (1994),
- «Экономические проблемы научно-технического прогресса и овцеводстве Казахстана» (1994),
- «Стратегия комплексного освоения аридных территорий для развития АПК Казахстана» (1994),
- «Экономико-экологическая оценка проектов освоения аридных пастбищ Казахстана» (1995),
- «Проблемы оценки ресурсов экономико-экологической системы аридной зоны Казахстана» (1996),
- «Агропромышленный комплекс Казахстана: ресурсное развитие» (2001),
- «Эффективность агропродовольственного комплекса Казахстана» (2002)[4].